# 加利福尼亚州运输部
加利福尼亚州运输部（英語：California Department of Transportation, Caltrans）是加利福尼亚州负责州道以及加州高速及快速公路系統的部门。